# Чемпіонат Азії з боротьби 2019
Чемпіонат Азії з боротьби 2019 пройшов з 23 по 28 квітня 2019 року в Сіані, Китай в Гімназії Сіаньського університету.
На чемпіонаті проводилися змагання з вільної та греко-римської боротьбі серед чоловіків і вільної боротьби серед жінок.
Було розіграно тридцять комплектів нагород — по десять у вільній, греко-римській та жіночій боротьбі. Бронзові нагороди вручалися обом спортсменам, що виграли втішні сутички.

## Країни учасники
У змаганнях взяли участь 331 борець з 26 країн.
- Бахрейн (2)
- В'єтнам (8)
- Гонконг (3)
- Індія (30)
- Ірак (3)
- Іран (20)
- Йорданія (2)
- Казахстан (30)
- Катар (2)
- Киргизстан (24)
- Китайський Тайбей (12)
- КНР (30)
- Ліван (1)
- Монголія (22)
- Пакистан (1)
- Палестина (1)
- Південна Корея (30)
- Північна Корея (9)
- Сирія (2)
- Сінгапур (7)
- Таджикистан (14)
- Таїланд (4)
- Туркменістан (12)
- Узбекистан (29)
- Шрі-Ланка (3)
- Японія (30)

## Загальний медальний залік
| Місце               | Країна              | Золото | Срібло | Бронза | Загалом |
| ------------------- | ------------------- | ------ | ------ | ------ | ------- |
| 1                   | Іран                | 11     | 0      | 6      | 17      |
| 2                   | КНР                 | 5      | 5      | 6      | 16      |
| 3                   | Японія              | 4      | 7      | 6      | 17      |
| 4                   | Узбекистан          | 2      | 3      | 5      | 10      |
| 5                   | Казахстан           | 2      | 2      | 12     | 16      |
| 6                   | Киргизстан          | 2      | 1      | 5      | 8       |
| 7                   | Південна Корея      | 2      | 1      | 3      | 6       |
| 8                   | Індія               | 1      | 6      | 9      | 16      |
| 9                   | Північна Корея      | 1      | 3      | 2      | 6       |
| 10                  | Монголія            | 0      | 2      | 4      | 6       |
| 11                  | Бахрейн             | 0      | 0      | 1      | 1       |
| 11                  | Китайський Тайбей   | 0      | 0      | 1      | 1       |
| Загалом (12 збірні) | Загалом (12 збірні) | 30     | 30     | 60     | 120     |

## Рейтинг команд
| Місце в рейтингу | Вільна боротьба (чоловіки) | Вільна боротьба (чоловіки) | Греко-римська боротьба (чоловіки) | Греко-римська боротьба (чоловіки) | Вільна боротьба (жінки) | Вільна боротьба (жінки) |
| Місце в рейтингу | Команда                    | Бали                       | Команда                           | Бали                              | Команда                 | Бали                    |
| ---------------- | -------------------------- | -------------------------- | --------------------------------- | --------------------------------- | ----------------------- | ----------------------- |
| 1                | Іран                       | 220                        | Іран                              | 165                               | Японія                  | 215                     |
| 2                | Індія                      | 155                        | Узбекистан                        | 163                               | КНР                     | 183                     |
| 3                | Казахстан                  | 129                        | Казахстан                         | 134                               | Індія                   | 113                     |
| 4                | КНР                        | 104                        | КНР                               | 124                               | Монголія                | 107                     |
| 5                | Японія                     | 103                        | Південна Корея                    | 121                               | Казахстан               | 102                     |
| 6                | Киргизстан                 | 87                         | Індія                             | 111                               | Південна Корея          | 95                      |
| 7                | Південна Корея             | 70                         | Японія                            | 104                               | Узбекистан              | 77                      |
| 8                | Узбекистан                 | 59                         | Киргизстан                        | 100                               | Північна Корея          | 70                      |
| 9                | Монголія                   | 57                         | Північна Корея                    | 26                                | Киргизстан              | 56                      |
| 10               | Таджикистан                | 50                         | Таджикистан                       | 20                                | В'єтнам                 | 44                      |

## Медалісти

### Чоловіки

#### Вільна боротьба
| Категорія | Золото           | Срібло                | Бронза               |
| 57 кг     | Реза Атрі        | Кан Гим Сон           | Махмуджон Шавкатов   |
| 57 кг     | Реза Атрі        | Кан Гим Сон           | Юкі Такахасі         |
| 61 кг     | Бехнам Ехсанпур  | Ліу Мінгу             | Юдаї Фудзіта         |
| 61 кг     | Бехнам Ехсанпур  | Ліу Мінгу             | Рауль Аваре          |
| 65 кг     | Баджранг Пунія   | Саятбек Окасов        | Кім Хан Сон          |
| 65 кг     | Баджранг Пунія   | Саятбек Окасов        | Пейман Бябані        |
| 70 кг     | Нуркожа Кайпанов | Кодзіро Сіга          | Юань Шаохуа          |
| 70 кг     | Нуркожа Кайпанов | Кодзіро Сіга          | Юнес Емамі           |
| 74 кг     | Даніяр Кайсанов  | Аміт Кумар Дганкар    | Батсуурийн Отгонбаяр |
| 74 кг     | Даніяр Кайсанов  | Аміт Кумар Дганкар    | Мохаммад Ноході      |
| 79 кг     | Бахман Теймурі   | Парвін Рана           | Ойбек Насіров        |
| 79 кг     | Бахман Теймурі   | Парвін Рана           | Галімжан Усербаєв    |
| 86 кг     | Камран Гасемпур  | Алігаджі Гамідгаджієв | Діпак Пунія          |
| 86 кг     | Камран Гасемпур  | Алігаджі Гамідгаджієв | Ганбаатарин Ганхуяг  |
| 92 кг     | Аліреза Карімі   | Вікі Чахар            | Сунь Сяо             |
| 92 кг     | Аліреза Карімі   | Вікі Чахар            | Ацусі Мацумото       |
| 97 кг     | Реза Яздані      | Олзійсайхани Батзул   | Сатьяварт Кадіан     |
| 97 кг     | Реза Яздані      | Олзійсайхани Батзул   | Алішер Єргалі        |
| 125 кг    | Ядоллах Мохеббі  | Ден Чживей            | Суміт Малік          |
| 125 кг    | Ядоллах Мохеббі  | Ден Чживей            | Кім Дон Хван         |

#### Греко-римська боротьба
| Категорія | Золото               | Срібло              | Бронза             |
| 55 кг     | Ільхом Бахромов      | Хірому Катагірі     | Асан Сулайманов    |
| 55 кг     | Ільхом Бахромов      | Хірому Катагірі     | Корлан Жаканша     |
| 60 кг     | Ісломжон Бахромов    | Лі Се Ун            | Г'янендер Дахія    |
| 60 кг     | Ісломжон Бахромов    | Лі Се Ун            | Кен'їтіро Фуміта   |
| 63 кг     | То Ербату            | Ельмурат Тасмурадов | Чон Чжин Ун        |
| 63 кг     | То Ербату            | Ельмурат Тасмурадов | Саман Абдвалі      |
| 67 кг     | Рю Хан Су            | Мейржан Шермаханбет | Чжан Гао Цюань     |
| 67 кг     | Рю Хан Су            | Мейржан Шермаханбет | Сього Такахасі     |
| 72 кг     | Мохаммед Реза Гераеї | Чжан Ху Цзюнь       | Руслан Царьов      |
| 72 кг     | Мохаммед Реза Гераеї | Чжан Ху Цзюнь       | Демеу Жадраєв      |
| 77 кг     | Кім Хьон У           | Гурпріт Сінгх       | Тамерлан Шадукаєв  |
| 77 кг     | Кім Хьон У           | Гурпріт Сінгх       | Мохаммедалі Гераеї |
| 82 кг     | Саїд Абдевалі        | Харпріт Сінгх       | Максат Єрежепов    |
| 82 кг     | Саїд Абдевалі        | Харпріт Сінгх       | Цянь Хайтао        |
| 87 кг     | Хоссейн Нурі         | Суніл Кумар         | Азамат Кустубаєв   |
| 87 кг     | Хоссейн Нурі         | Суніл Кумар         | Рустам Ассакалов   |
| 97 кг     | Узур Джузупбеков     | Джахонгір Турдієв   | Сяо Ді             |
| 97 кг     | Узур Джузупбеков     | Джахонгір Турдієв   | Мехді Аліярі       |
| 130 кг    | Амір Газемі Монжазі  | Мумінжон Абдуллаєв  | Дамір Кузембаєв    |
| 130 кг    | Амір Газемі Монжазі  | Мумінжон Абдуллаєв  | Мурат Рамонов      |

### Жінки

#### Вільна боротьба
| Категорія | Золото             | Срібло                 | Бронза                 |
| 50 кг     | Юкі Іріє           | Сунь Янань             | Валентина Ісламова     |
| 50 кг     | Юкі Іріє           | Сунь Янань             | Хван Йон Ок            |
| 53 кг     | Пак Йон Мі         | Маю Мукайда            | Актенге Кеунімжаєва    |
| 53 кг     | Пак Йон Мі         | Маю Мукайда            | Вінеш Фогат            |
| 55 кг     | Сє Мен'ю           | Сакі Ігарасі           | Марина Сєднєва         |
| 55 кг     | Сє Мен'ю           | Сакі Ігарасі           | Болормаагійн Долгоон   |
| 57 кг     | Жун Ніннін         | Чон Мьон Сук           | Каорі Ітьо             |
| 57 кг     | Жун Ніннін         | Чон Мьон Сук           | Сухегійн Церенчимед    |
| 59 кг     | Юдзука Інагакі     | Алтанцецегійн Батцецег | Манджу Кумарі          |
| 59 кг     | Юдзука Інагакі     | Алтанцецегійн Батцецег | Чжан Ці                |
| 62 кг     | Айсулуу Тинибекова | Юкако Каваї            | Набіра Єсенбаєва       |
| 62 кг     | Айсулуу Тинибекова | Юкако Каваї            | Сакші Малік            |
| 65 кг     | Ло Сяоцзюань       | Наомі Руїке            | Айна Теміртасова       |
| 65 кг     | Ло Сяоцзюань       | Наомі Руїке            | Зорігтин Болортунгалаг |
| 68 кг     | Сара Досьо         | Чжоу Фен               | Дів'я Какран           |
| 68 кг     | Сара Досьо         | Чжоу Фен               | Меерім Жуманазарова    |
| 72 кг     | Юка Кагамі         | Чон Со Йон             | Нілуфар Гадаєва        |
| 72 кг     | Юка Кагамі         | Чон Со Йон             | Жаміля Бакбергенова    |
| 76 кг     | Па Ліха            | Хірое Мінагава         | Чжан Хуейц             |
| 76 кг     | Па Ліха            | Хірое Мінагава         | Хван Ин Чу             |